# Stuttgarts julmarknad
Stuttgarts julmarknad, på tyska känd som Stuttgarter Weihnachtsmarkt, är en årlig julmarknad som hålls i adventstid i den tyska staden Stuttgart. 

## Historik

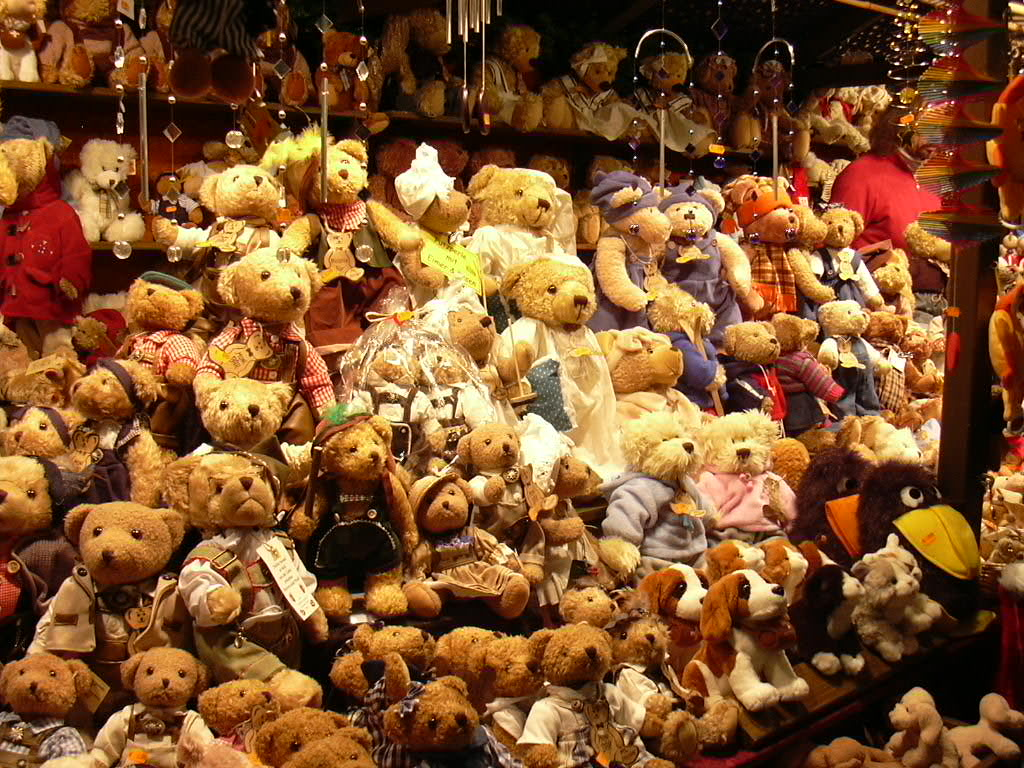
Stånd som säljer teddybjörnar.

Marknaden nämndes första gången 1692, och beskrevs då som en traditionell Stuttgart-händelse'.
Organisatörerna räknar julmarknaden som Europas traditionsrikaste.

## Plats
Marknaden sträcker sig från de västra och norra delarna av Stuttgarts centrala torg (Schlossplatz, där barnens  'sagoland' finns, tillsammans med en miniatyrjärnväg och en isbana) till de gamla torgen och alléerna, inklusive Schillerplatz, Karlsplatz (med en finlländsk julmarkand samt en jul-samlarmässa) samt Marktplatz.
Julmarknaden öppnas sista torsdagen i november varje år vid Gamla slottet. Marknaden hålls öppen från måndag till söndag, och avslutas på julafton.

### Fotnoter
1. 1 2  (tyska)
2. ↑   Stuttgart im Bild (tyska)